# Suwrag Chajrchan uul
Suwrag Chajrchan uul (mong. Суврага хайрхан уул) – góra w południowo-zachodniej Mongolii, na terenie somonu Cencher, w ajmaku północnochangajskim. Stanowi część pasma Changaj. Wznosi się na wysokość 3117 m n.p.m. Wody ze źródeł górskich zasilają rzeki Tamir i Cecerlegijn gol, a Orchon ma tu swoje źródła.
Szczyt uważany jest w regionie za świętą górę. Co cztery lata odbywają się tu państwowe ceremonie związane z kultem góry. Ostatnia taka uroczystość odbyła się 3 lipca 2014 roku i uczestniczył w niej prezydent kraju Cachiagijn Elbegdordż.